# Historia powszechna: wiek XVIII (podręcznik akademicki)
Historia powszechna: wiek XVIII – podręcznik akademicki do historii powszechnej XVIII w. autorstwa prof. dr. hab. Emanuela Rostworowskiego.
W latach 60. Państwowe Wydawnictwo Naukowe przystąpiło do wydania serii podręczników akademickich do historii powszechnej od starożytności do 1918 r. w pięciu tomach. Pierwotnie zlecono prof. Kazimierzowi Piwarskiemu napisanie tomu trzeciego tej serii, który miał obejmować okres od XVI do XVIII w. Jednakże ze względów zdrowotnych Piwarski nie mógł zrealizować tego zamysłu. Wówczas postanowiono podzielić tom trzeci na dwie części. Pierwszą obejmującą wiek XVI i XVII zlecono prof. Zbigniewowi Wójcikowi, a drugą Emanuelowi Rostworowskiego, znakomitemu znawcy dziejów XVIII w. Profesor ostatecznie, zamiast tekstu o długości 25 arkuszy wydawniczych, opracował syntezę, która liczyła aż 83,5 arkusza wydawniczego. Spowodowało to niejako "rozsadzenie" całej serii i odtąd zrezygnowano z numerowania poszczególnych tomów.
Mimo że synteza ma w tytule XVIII w. obejmuje historię dla Europy Zachodniej od traktatu w Rijswjck w 1697 r., a dla Europy Wschodniej od traktatu karłowickiego (1699 r.) i dla Rosji od 1689 r., czyli początku samodzielnych rządów Piotra I. Granicę końcową wyznaczyła data początkowa kolejnego tomu tej serii opracowanego przez ks. prof. Mieczysława Żywczyńskiego, czyli 1789 r. Jednakże Rostworowski naruszył tę granicę w przypadku sprawy Belgii i Leodium (1790–1791) i sprawy polskiej (1792–1793).
Początkowo synteza liczyła 1107 stron. Pierwsze wydanie ukazało się w 1977 r. Od wydania czwartego (1994), dzięki zastosowaniu mniejszej czcionki i marginesów, objętość syntezy zmniejszyła się do 743 stron. Od wydania 12. podręcznik został uzupełniony przez wydawnictwo o tablicę synchroniczną i zestawienie głównych wątków (autorzy: Anna Kalinowska i Michał Straszewicz), w związku z czym liczy 776 stron. Ze względu na to, że prof. Rostworowski zmarł w 1989 r. kolejne wydania nie zawierają zmian merytorycznych.

## Opinie o syntezie
Piotr Biliński i Zofia Zielińska piszą: Napisana z niezwykłą erudycją i pasją, (...) przewyższyła pod względem merytorycznym i objętościowym wszystkie wcześniej opublikowane w Polsce syntezy XVIII w., w tym pracę Władysława Konopczyńskiego poświęconą czasom absolutyzmu.
Tadeusz Zawadzki pisał: książka ta realizuje najostrzejsze wymogi współczesnej nauki historycznej, zrywając z «europocentryzmem» i ograniczaniem historii do niektórych jej aspektów. Jest to ujęcie idealne całościowe, obejmujące nie tylko polityczną, społeczną i gospodarczą stronę dziejów (rewelacyjny rozdział o demografii), ale i wszystkie dziedziny kultury duchowej i materialnej, religie ówczesnego świata, filozofię i myśl polityczną, literaturę, sztuki plastyczne i architekturę, muzykę, nauki przyrodnicze i technikę. Jest to obecnie rzeczą niezwykle rzadką, by jeden autor (a to jest warunkiem prawdziwej syntezy) podjął się zadania tak ogromnego; zważywszy zaś, że Rostworowski wbudował organicznie wydarzenia Europy Środkowej i Wschodniej w obraz dziejów świata, rzecz można, iż jest to książka unikalna. Gdyby ukazała się w jednym z języków «zachodnich», stałaby się dziełem klasycznym, o światowym rozgłosie.
Stanowi niezastąpioną syntezę historii powszechnej tego okresu.

## Wydania
- Tekst został oddany do wydawnictwa w 1974 r.
- Kolejne wydania —  1 – 1977; 2 – 1980; 3 – 1984; 4 – 1994; 5 – 1995; 6 – 1998; 7 – 1999; 8 – 2000;  9 – 2001; 10 – 2002; 11 – 2004; 12 – 2006 (2009).

## Literatura
- E. Rostworowski, Posłowie do trzeciego wydania, [w:] idem, Historia powszechna: wiek XVIII, Warszawa 2002, s. 658–659.